# Rörvattnet (Hotagens socken, Jämtland, 711994-144303)
Rörvattnet är en sjö i Krokoms kommun i Jämtland och ingår i Ångermanälvens huvudavrinningsområde. Sjön har en area på 1,22 kvadratkilometer och ligger 647 meter över havet. Rörvattnet ligger i Gråberget-Hotagsfjällen Natura 2000-område. Sjön avvattnas av vattendraget Svaningsån (Dunnervattenån).

## Delavrinningsområde
Rörvattnet ingår i det delavrinningsområde (712044-144370) som SMHI kallar för Utloppet av Rörvattnet. Medelhöjden är 672 meter över havet och ytan är 5,55 kvadratkilometer. Det finns inga avrinningsområden uppströms utan avrinningsområdet är högsta punkten. Svaningsån (Dunnervattenån) som avvattnar avrinningsområdet har biflödesordning 3, vilket innebär att vattnet flödar genom totalt 3 vattendrag innan det når havet efter 302 kilometer. Avrinningsområdet består mestadels av skog (76 procent). Avrinningsområdet har 1,2 kvadratkilometer vattenytor vilket ger det en sjöprocent på 21,5 procent.